# Chelonarium mexicanum
Chelonarium mexicanum là một loài bọ cánh cứng trong họ Chelonariidae. Loài này được Castelnau miêu tả khoa học đầu tiên năm 1835.